# 인천축현초등학교
인천축현초등학교는 대한민국 인천광역시 연수구 옥련동에 있는 공립 초등학교이다. 2000년까지는 중구 자유공원로 12 (인현동 5)에 있었으며, 이전 후에는 인천학생교육문화회관이 들어섰다.

## 학교 연혁
- 1919년 3월 15일 인천공립심상소학교 설립인가 개교
- 1935년 10월 1일 인천용강공립심상소학교 개편
- 1941년 4월 1일 인천축현공립국민학교(일본인) 개편
- 1946년 9월 14일 인천축현공립국민학교(한국인) 재개교(19학급)
- 1996년 3월 1일 인천축현초등학교로 교명 변경[3]
- 2001년 3월 1일 연수구 옥련동 405번지로 신축 이전
- 2008년 11월 1일 영어체험센터 지정 운영
- 2011년 11월 30일 영어체험센터 구축(영어체험센터 운영)
- 2013년 5월 22일 음악실 구축
- 2014년 3월 1일 돌봄교실, 상담실 구축
- 2014년 5월 31일 역사관 및 아동 쉼터 리모델링 완료
- 2018년 3월 1일 제27대 정인후 교장 취임
- 2019년 3월 22일 싸리비 놀이터 개관
- 2019년 12월 5일 싸리비 다모임실(학생 자치실) 구축 (전교회장 정주원 주도)
- 2020년 2월 5일 제73회 졸업식(79명, 총 25294명)
- 2020년 3월 1일 19학급(특수 1 포함), 유치원 2학급 편성

## 참고 자료
- 인천축현초등학교 - 한국교육학술정보원 학교알리미